# سالتاگ-تاس
سالتاگ-تاس (روسی: Салтага-Тас) یک رشته‌کوه در یاقوتستان کشور روسیه است.